# Foișorul de Foc
Foișorul de Foc sau Muzeul Național al Pompierilor este o clădire de 42 metri înălțime din București aflată între Obor, Calea Moșilor și Nerva-Traian, mai precis: la intersecția străzii Traian cu Bulevardul Regele Ferdinand, în imediata apropiere a Bisericii Oborul-Vechi (monumentul ocupă centrul unei piațete care îi poartă numele și către care mai converg și alte artere, respectiv străzile Vasile Stroescu, Iancu, cavaler de Flondor, Zece Mese și Popp de Băsești). În trecut servea drept turn de observare și anuțare a incendiilor.
A fost construit în perioada 1891-1892, în mijlocul Bucureștiului. Planurile au fost realizate de George Mandrea, în acea perioadă arhitectul-șef al Bucureștiului.
Foișorul de Foc a fost gândit a avea și rolul de turn de apă. După finalizarea construcției însă, compania locală de apă - Uzina de Apă Grozăvești - nu a avut pompe suficient de puternice pentru a îl umple cu apă.
Foișorul de Foc a fost folosit de către pompieri până în 1935, când și-a pierdut rolul, întrucât în București se ridicau tot mai multe clădiri înalte, iar introducerea telefoniei făcea inutilă existența unui turn de veghe. Din 1963, a fost transformat într-un Muzeu al Pompierilor. Clădirea este în prezent monument istoric, cu codul B-II-m-B-18722
Muzeul Național la Pompierilor deține o bogată colecție despre pompierii militari și civili, accesorii și materiale specifice stingerii incendiilor în raport de progresul tehnico-economic, de-a lungul timpului. 
Aici se regăsesc informații despre faptele de curaj și eroism ale pompierilor, despre existența lor cei care au salvat vieți omenești, bunuri materiale pe timpul inundațiilor, cutremurelor și alte situații de urgență..
Alte muzee ale pompierilor se mai găsesc la Jimbolia,, Teremia Mare și Lipova.

## Imagini

Foișorul de Foc din Obor în 1929 (vedere dinspre strada Vasile Stroescu)
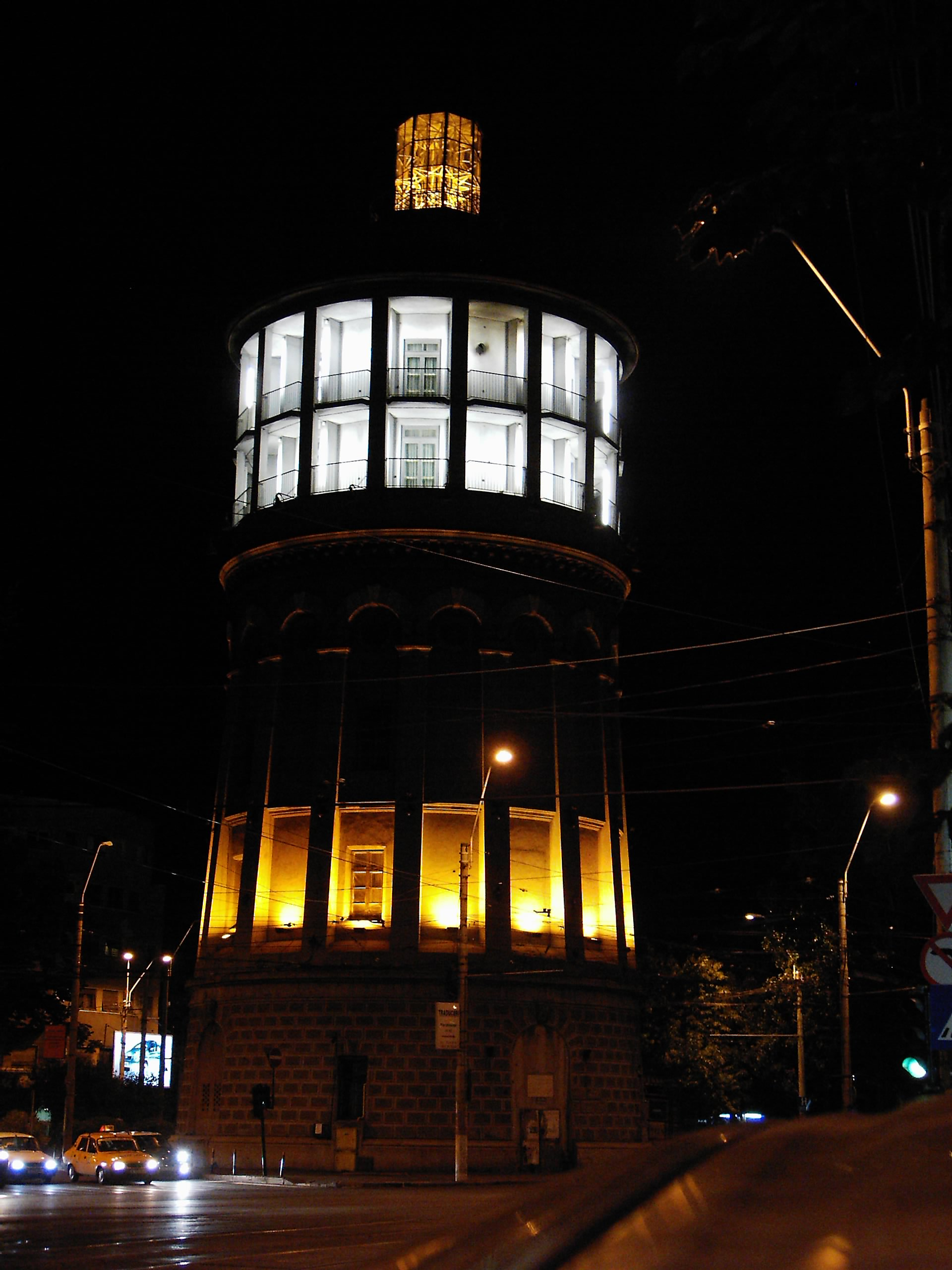
Foișorul de Foc din București, noaptea
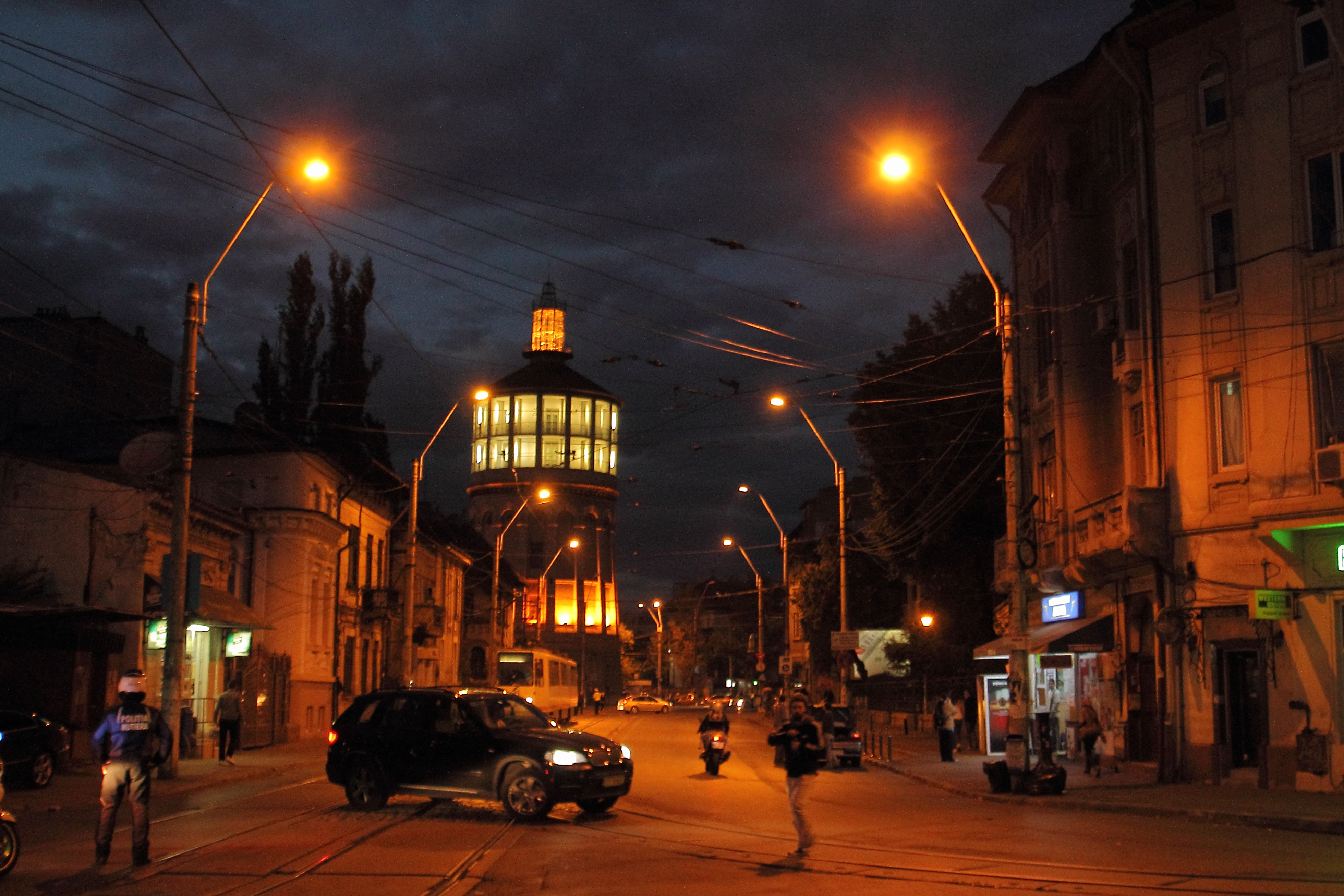
Foișorul de Foc din București, vedere de noapte
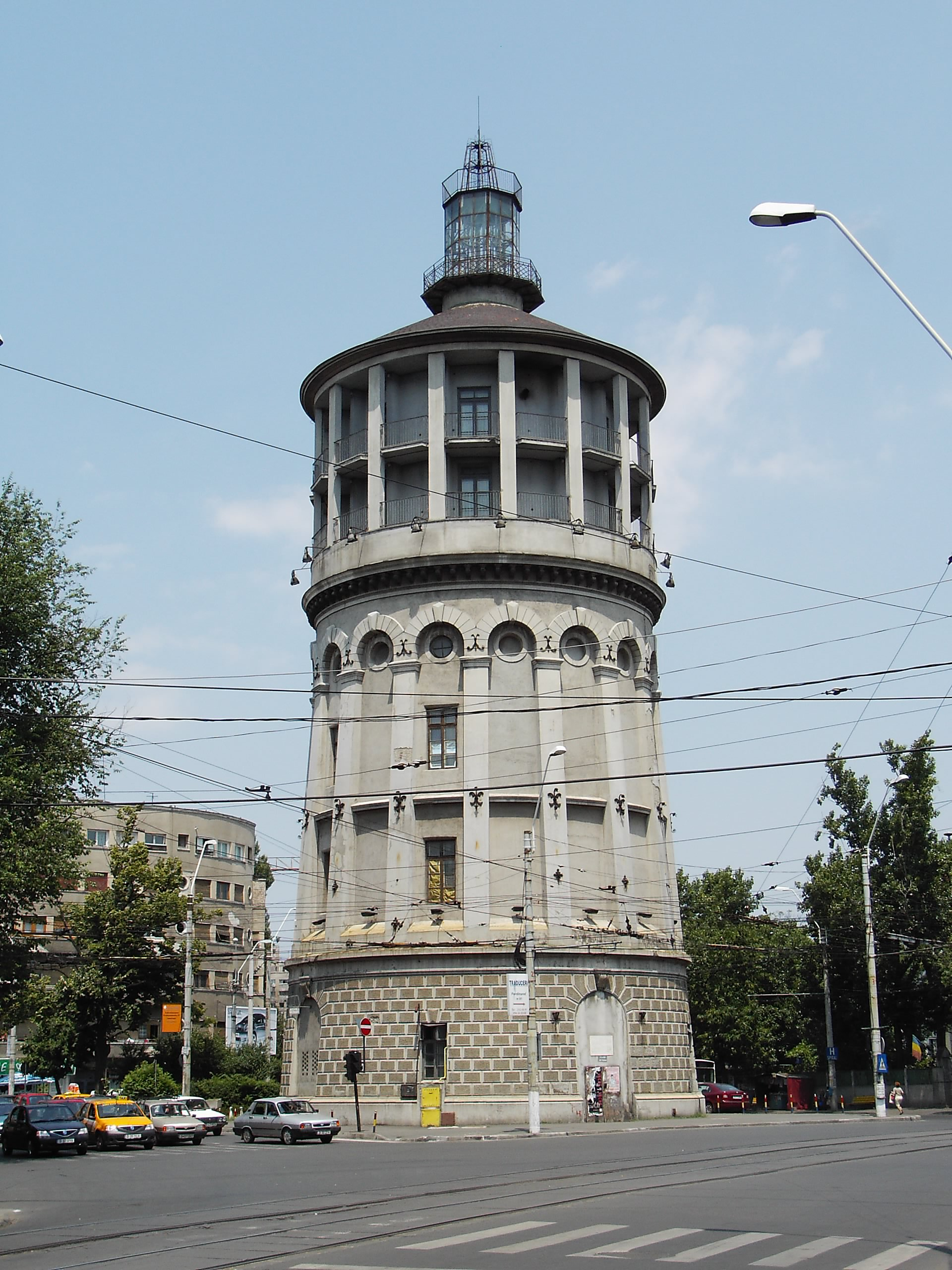
Foișorul de Foc din București (strada Traian, cartierul Oborul-Vechi)